# Hakim Mirza
Muhammad Hakim Mirza (Kabul, 29 aprile 1553 – 10 ottobre 1585) è stato un principe indiano, figlio di Humayun, secondo imperatore Moghul. Fu governatore di Kabul e rivale per il trono del suo fratellastro Akbar.

## Biografia
Hakim Mirza nacque il 29 aprile 1553 a Kabul, da Humayun, secondo imperatore Moghul, e dalla consorte Mah Chuchak Begum.
Nel 1556 suo padre morì e salì al trono suo figlio maggiore Akbar, nato da Hamida Banu Begum. Mah Chuchak si ritirò a Kabul, di cui assunse il governo, ma nel 1564 fu uccisa da suo genero, marito di Bakhtunnissa Begum. Hakim si salvò grazie all'intervento di Suleiman Shah Mirza, che in seguito gli diede in moglie sua figlia e lo aiutò a riconquistare la città.
Nel 1566 e nel 1580, Hakim cercò sostegno per ribellarsi contro Akbar, in particolare dagli scontenti della politica di tolleranza religiosa messa in atto da Akbar, ma in entrambi i casi fallì. Dopo aver perso la sua posizione nel 1581, fu affidato alla custodia di sua sorella Bakhtunnissa.
Morì il 10 ottobre 1585 di cirrosi epatica causata dall'alcolismo a cui si era dato e sepolto nei Giardini di Babur. Dopo la sua morte, Akbar annullò l'appannaggio per i suoi figli e li esiliò.

## Famiglia
Hakim Mirza sposò una figlia di Sulaiman Shah Mirza di Badakhshan, da cui ebbe due figli, Afrasiyab Mirza e Qaiqubad Mirza, e una figlia, Kabuli Begum, che sposò prima Shahrukh Mirza e poi, dopo essere rimasta vedova nel 1607, suo cugino Jahangir.